# Giacomo Filippo Fransoni
Giacomo Filippo Fransoni (Gênova, 10 de dezembro de 1775 - Roma, 20 de abril de 1856) foi um diplomata e cardeal genovês da Igreja Católica, Prefeito da Sagrada Congregação da Propagação da Fé e Cardeal-Protopresbítero.

## Vida inicial e presbiterado
De uma antiga família patrícia, era filho do Marquês Domenico Fransoni, senador da República de Gênova, e de Bettina Carrega. Era irmão de Luigi Fransoni, arcebispo de Turim. Sua família emigrou de Gênova em 1797, após a invasão francesa, estabelecendo-se em Roma. Outro cardeal da família foi Giacomo Franzoni.
Fez seus estudos iniciais em Gênova. Depois, foi para Roma para continuar sua formação e obteve o doutorado in utroque iuris, em direito tanto civil quanto canônico, em 20 de julho de 1806. Ingressou na prelazia romana em 4 de dezembro de 1806 como referendário e foi relator da Sagrada Congregação do Bom Governo.
Foi ordenado padre em 14 de março de 1807. Expulso de Roma durante a ocupação francesa por ser estrangeiro, retornou na restauração do governo papal e foi nomeado prelado doméstico em 1816. Relator da Sagrada Consulta, desde 9 de março de 1816. Depois, foi secretário da Congregação ad referendum para a indenização dos compradores de imóveis eclesiásticos, em 4 de outubro de 1817. Então, foi secretário da Congregação das Águas antes de 19 de junho de 1822.

## Episcopado e nunciatura
Foi nomeado pelo Papa Pio VII como arcebispo titular de Nazianzo, em 27 de setembro de 1822, sendo consagrado em 8 de dezembro, na igreja dos Beneditinos no Campo Marzio em Roma, pelo cardeal Pietro Francesco Galleffi, arcipreste da Basílica de São Pedro, assistido por Giovanni Francesco Falzacappa, secretário da Sagrada Congregação do Concílio, e por Giuseppe della Porta Rodiani, vice-gerente da Diocese de Roma. Foi nomeado núncio apostólico em Portugal em 21 de janeiro de 1823.
Chegou em Lisboa em 30 de julho de 1823, quando o reino estava muito instável, que só recentemente havia retomado as relações oficiais com a Santa Sé. Após o parêntese constitucional houve um retorno ao absolutismo por parte do rei Dom João VI, exposto às pressões ultrarreacionárias de sua esposa, Dona Carlota Joaquina e do filho Dom Miguel. Para encontrar apoio para suas tramas dinásticas, ele ofereceu ao ultramontanismo um apoio que, sendo instrumental, não visava de tudo apagar a tradição regalista portuguesa. Portanto, entre as instruções secretas que a Secretaria de Estado da Santa Sé forneceu na véspera de sua partida, o convite para fazer todo o possível para melhorar as relações com Lisboa foi combinado com o aviso de se opor por todos os meios à interferência da Coroa nos assuntos da Igreja, para combater a instituição do "Real Padroado" que tal interferência possibilitou e se opor veementemente à disseminação de teorias liberais e seculares que tinham seu terreno cultural na Universidade de Coimbra.
Conseguindo no início algumas vitórias diplomáticas, como o estabelecimento da censura na imprensa e o bloqueio da publicação de escritos de inspiração jansenista, começou a ter problemas sobretudo por ser deixado à margem de importantes discussões e estar desinformado, tirando grande parte pelas notícias dos jornais. Junta-se que informações sobre a evolução da crise entre Portugal e Brasil haviam chegado a Roma "por meio de outra Nunciatura", Fransoni tentou responder com um longo relatório de 11 de janeiro de 1826, no qual desenhou uma imagem diligente da situação interna portuguesa da qual se destacava um clero ignorante, ganancioso e corrupto, uma população instintivamente religiosa, mas também fácil de manipular a consciência, além de um episcopado muitas vezes ausente e relutante ao compromisso pastoral.

## Cardinalato

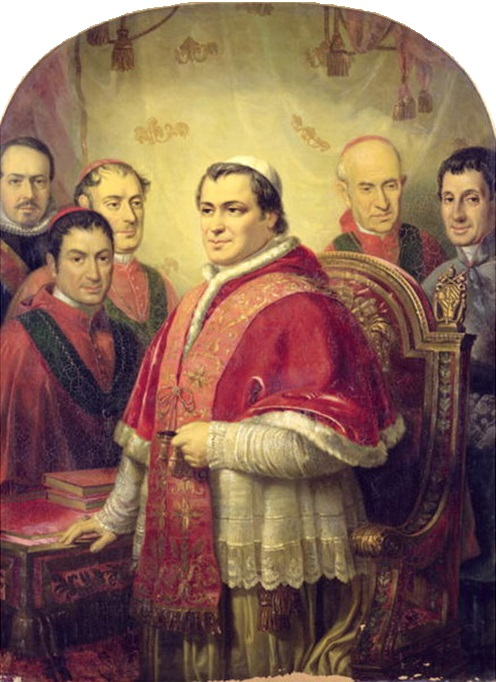
"Portrait du pape Pie IX et de ses principaux ministres." Josep Galofre Coma, óleo sobre tela, 1847. Da esquerda para a direita, Giovanni Nepomuceno Ruspoli, V príncipe de Cerveteri; Tommaso Pasquale Gizzi; Luigi Amat di San Filippo e Sorso; Papa Pio IX; Giacomo Filippo Fransoni e Gaspare Grassellini.

Quando a crise dinástica que logo levaria o país à guerra civil começou, o projeto de sua substituição apareceu pela primeira vez e um trio de nomes foi apresentado na corte de Lisboa para designar o sucessor. Mas antes de deixar Lisboa, em 28 de setembro de 1827, o Papa Leão XII no Consistório de 2 de outubro de 1826 o elevou à dignidade de cardeal, recebendo o barrete vermelho em 31 de janeiro de 1828 e o título de cardeal-presbítero de Santa Maria em Ara Cœli em 23 de junho.
Prefeito da Sagrada Congregação da Imunidade Eclesiástica, de 6 de julho de 1830 a 21 de novembro de 1834, também foi Prefeito da Economia da Sagrada Congregação da Propagação da Fé, em 10 de agosto de 1830. Depois, foi nomeado Prefeito da Sagrada Congregação da Propagação da Fé, em 21 de novembro de 1834.
Permaneceu nesse cargo por vinte e dois anos, período que esteve entre os mais frutíferos da história da Igreja em termos da evangelização de povos e países ainda não alcançados pela palavra cristã. O impulso que começou com o Papa Gregório XVI e continuamente renovado por ele não terminou com o Papa Pio IX e, de fato, apesar dos difíceis problemas organizacionais, foi revigorado em virtude de uma concepção que colocou em primeiro plano o caráter ecumênico do catolicismo e instou sua penetração em todos os cantos da terra. A intensificação da atividade missionária era de fato estabelecida em linhas que cada vez mais tendiam a combinar a disseminação da fé com a formação de um clero e também de um episcopado nativo sobre o qual alavancaria as relações com as populações. Essa abordagem também teve o mérito de superar a dificuldade cada vez maior de convencer as ordens religiosas a enviar seus missionários onde o risco de não retorno era maior, a distância da Europa nem sempre era suportável.
Mesmo assim nem todas as iniciativas de Fransoni tiveram um resultado feliz e mesmo a ideia de evangelização universal foi frequentemente aplicada de forma burocrática, ou seja, prestando mais atenção à criação de estruturas (circunscrições, vicariatos, dioceses) e à relação com os governos do que com a melhoria moral e material das populações. Por outro lado, o momento mais proeminente da sua prefeitura foi representado pela parte notável que ele teve no restabelecimento da hierarquia católica no Reino Unido.
Em 13 de abril de 1855, tornou-se o cardeal-protopresbítero e optou pelo título de São Lourenço em Lucina, em 28 de setembro.
Morreu em 20 de abril de 1856, em Roma. Foi velado e enterrado em San Lorenzo in Lucina.

### Conclaves
- Conclave de 1829 - participou da eleição do Papa Pio VIII
- Conclave de 1830–1831 - participou da eleição do Papa Gregório XVI
- Conclave de 1846 - participou da eleição do Papa Pio IX